# The Iron Maidens
Pour l’article homonyme, voir Iron Maiden (homonymie).
The Iron Maidens est un groupe féminin de heavy metal américain, originaire de Los Angeles, en Californie. Formé en 2001 le groupe rend hommage au groupe britannique Iron Maiden. Reprenant les chansons d'Iron Maiden, elles tournent dans différents pays jouant en ouverture de groupes comme Kiss, Great White, Cypress Hill, Snoop Dogg, et GWAR. The Maidens ont reçu la participation occasionnelle d'Alex Skolnick de Testament, Lemmy et Phil Campbell de Motörhead.
En 2005, les Iron Maidens publient l'album de reprises World's Only Female Tribute to Iron Maiden, où apparait en couverture la version féminine d'Eddie, Edwina, créée par Derek Riggs, puis Route 666, un coffret CD/DVD en 2007 incluant une reprise de The Trooper avec Phil Campbell. Deux morceaux du DVD sont enregistrés avec Michael Kenney, le clavier accompagnant habituellement le groupe. Elles ont rencontré les membres d'Iron Maiden, qui apprécient leur travail.

## Biographie

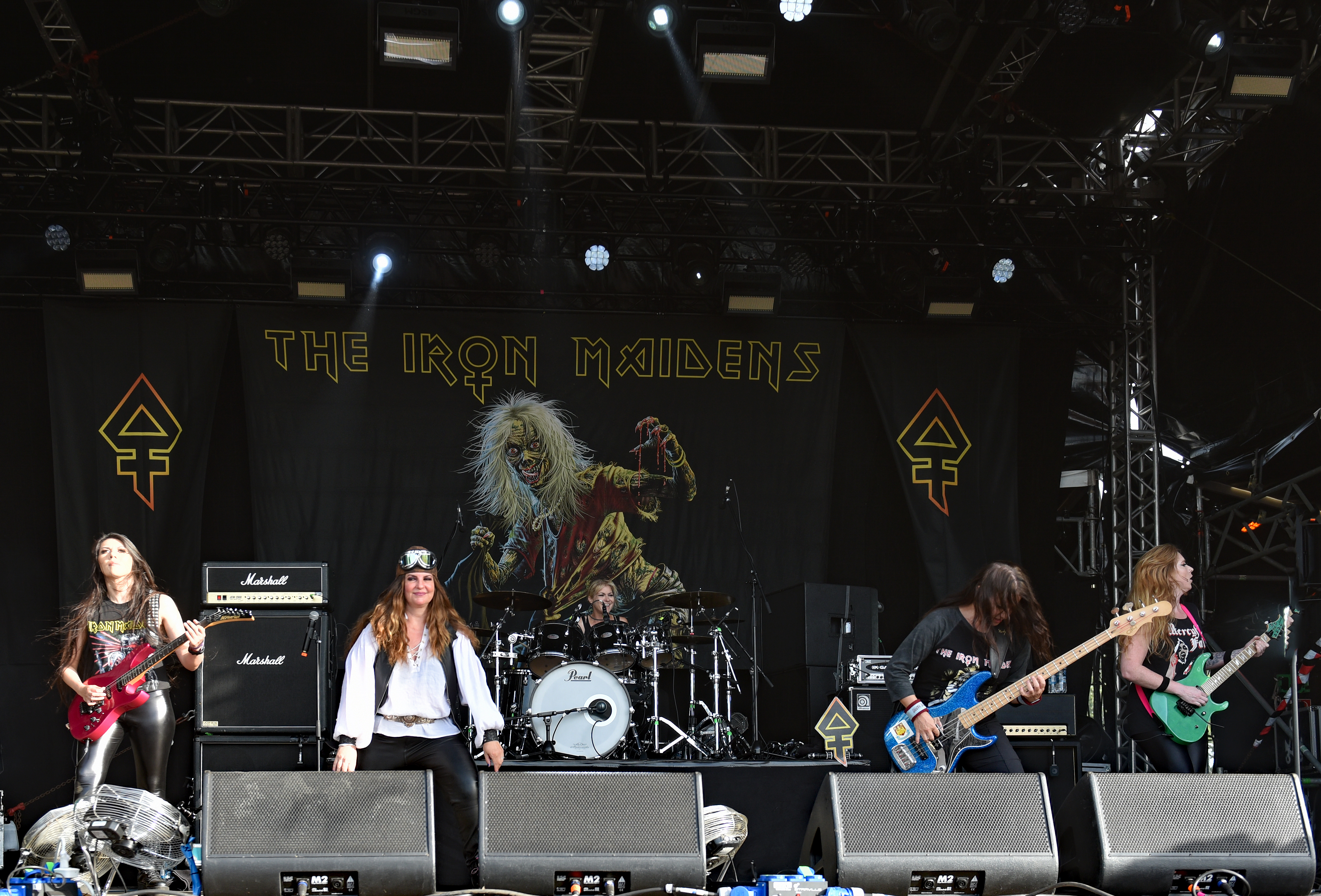
The Iron Maidens en 2022.

The Iron Maidens sont à l'origine formées en 2001 par la chanteuse Jenny Warren et la bassiste Melanie Sisneros, anciens membres du groupe également en hommage à Iron Maiden, Wrathchild. Linda McDonald (batterie) et Josephine « Jojo Draven » (guitare), anciens membres de Phantom Blue, et Sara Marsh (guitare), se joignent à Warren et Sisneros peu après pour former la première formation du groupe,. Sisneros quitte le groupe en 2002 pour poursuivre ses propres intérêts et est remplacée par Wanda Ortiz.
En 2003, le groupe travaille sur un premier album. Le projet est repoussé lorsque Warren fait part aux autres membres de son départ pour se consacrer à son enfant. Après le départ de Warren', la nouvelle chanteuse Aja Kim fait des débuts dans le groupe qu'elle aide à achever l'album World's Only Female Tribute to Iron Maiden, publié en juin 2005. Après la sortie de l'album, Draven quitte le groupe. En février 2007, Heather Baker remplace Draven. En mai, le groupe publie son deuxième album Route 666, qui fait participer le guitariste de Motörhead, Phil Campbell. En été 2008, Heather Baker et Aja Kim quittent le groupe pour se consacrer à leur carrière solo. Les deux sont remplacées par la guitariste Courtney Cox et la chanteuse Kirsten Rosenberg (ex-HighWire).
En janvier 2010, Marsh, malade, se retire de leur tournée japonaise et ne rejoint plus le groupe. Baker rejoint temporairmeent le groupe pour la remplacer à plusieurs concerts. En août 2010, The Iron Maidens publient un DVD de leur tournée japonaise, intitulé Metal Gathering Tour Live in Japan 2010,.
Le 8 septembre 2015, le groupe annonce la guitariste Nikki Stringfield comme membre officiel.

## Membres

### Membres actuels
- Kirsten Rosenberg (Bruce Dickinson) – chant[15]
- Nikki Stringfield (David Murray) – guitare, chant[1]
- Courtney Cox (Adrian Smith) – guitare, chant
- Wanda Ortiz (Steve Harris) – basse, chant
- Linda McDonald (Nicko McBrain) – batterie, chant

### Anciens membres
- Melanie Sisneros (Steve Heiress) – basse (2001–2002, 15 concerts)
- Nita Strauss - guitare
- Jenny Warren (Bruce Chickinson) – chant (2001–2003, 73 concerts)
- Jojo Draven (Adrienne Smith) – guitare (2001–2005, 115 concerts)
- Aja Kim (Bruce Lee Chickinson) – chant (2004–2008, 174 concerts)
- Elizabeth Schall (Adrianne Smith et Deena Murray) – guitare, chœurs (2005–2006, 2010, 48 concerts + 2 concerts de substitutions)
- Sara Marsh (Mini Murray) – guitare, (2001–2010, 306 concerts)

## Discographie
- 2005 : World's Only Female Tribute to Iron Maiden (réédité en 2006)
- 2007 : Route 666 (CD/DVD)
- 2008 : The Root of All Evil (EP)
- 2010 : Metal Gathering Tour Live in Japan 2010 (coffret deux DVD)